# Latence
Latence (reakční čas, prodleva, zpoždění, anglicky latency) je v technice označení pro dobu uplynulou mezi akcí (výzvou) a reakcí (následkem způsobeným výzvou) v pozorovaném systému. Slovo „latence“ má též další významy v závislosti na oboru, ke kterému se vztahuje (komunikace, provoz, simulace, mechanika, biomechanika, ...).

## Původ slova
Latence označuje vlastnost něčeho, co je latentní (z lat. latens), to jest skryté, utajené, nezjevné. Užívá se o jevech, které se (zatím) neprojevují, přesto jsou už přítomné a mohou se za příhodných okolností vyjevit čili manifestovat. Vyjadřuje časovou prodlevu (tj. zpoždění) mezi iniciací jevu a jeho pozorovatelným projevem.

## Ve fotografii
Neviditelný latentní obraz, který vznikl expozicí světlocitlivé vrstvy, se teprve vyvoláním změní ve viditelný. Osvícený, ale nevyvolaný obraz na fotografickém materiálu.

## Ve fyzice
Latentní teplo je teplo, které daná látka pohltí anebo vydá při fázovém přechodu a jež se neprojeví změnou teploty.

## V lékařství
Latentní onemocnění je takové, které sice už nastalo, ale zatím se neprojevuje klinickými příznaky. Například u nakažlivých chorob se projeví až po latentní či inkubační době, kdy se změní v onemocnění akutní.

## V informatice
Latence vyjadřuje v informatice časovou prodlevu (tj. zpoždění) mezi požadavkem na provedení nějaké akce a okamžikem, kdy je počítačem požadavek vyřízen. Čím je latence nižší, tím má uživatel vyšší pocit z rychlosti výpočetního systému. Proto jsou v některých systémech upřednostňovány interaktivní aplikace. Například v Microsoft Windows je upřednostňován proces, kterému patří aktivní okno, v Linuxu je možné vhodným plánováním procesů upřednostňovat interaktivní procesy.
Latence v informatice označuje též zpoždění způsobené reakcí pomalejšího vstupně/výstupního zařízení.

### Grafické prostředí
Latence v grafickém uživatelském rozhraní (GUI) je například doba mezi okamžikem, kdy uživatel klikne na ovládací prvek (tj. widget – např. tlačítko) a okamžikem, kdy je zamýšlená operace provedena (např. zavření okna, zobrazení výsledku).

### Síťová latence
V počítačové síti je latence doba, za kterou datagram urazí cestu mezi dvěma počítači a zpět (latence tedy zahrnuje obě cesty datagramu). Nejjednodušší způsob změření latence nabízí program ping, který posílá cílovému počítači sérii ICMP datagramů s výzvou a zobrazuje doby, za které na tuto výzvu přišla odpověď. Typická latence v lokální síti (LAN) je pod 1 ms, domácí připojení pomocí ADSL má kolem 50 ms, mobilní připojení kolem 100 ms. Síťová latence má negativní vliv například na hraní online her, kdy vyšší latence znepříjemňuje, nebo i znemožňuje hru (tzv. lag).
Při přenosu dat v počítačové síti je latence součtem zdržení při průchodu datagramu síťovými prvky, kdy je potřeba rozhodnout o dalším směrování datagramu (switch, router) a rychlosti reakce vzdáleného počítače. Ze síťových prvků má nejnižší latenci (1 bit) hub, který se však dnes používá už jen ve speciálních případech (výpočetní cluster). Druhý je switch, který má nižší latenci v případě, že podporuje Cut-through switching a vyšší latenci při použití metody store and forward. Nejvyšších latencí pak dosahuje router, který rozhoduje o další cestě datagramu na základě cílové IP adresy.
Latence nemá vliv na síťovou komunikaci, která s latencí počítá a pomocí různých technik ji potlačuje (např. okénka v TCP, asynchronní přenos dat, správné použití techniky klient–server a podobně). Latenci úspěšně obchází například program rsync, který umožňuje synchronizovat na dálku velké množství souborů.

### VoIP
VoIP má latenci typicky 150 až 300 ms (podobně jako GSM, resp. mobilní telefony). Při vyšší latenci (nad asi 500 ms) je již komunikace obtížná a už nefunguje plně duplexně, nýbrž podobně jako vysílačka (mluví jen jeden).

## V telekomunikacích
Latence vyjadřuje v dálkové komunikaci zpoždění signálu. Může být způsobena buď fyzikálním omezením rychlosti šíření signálu, nebo zpracováváním přenášených dat na přenosové trase.
Zatímco v mobilních sítích se pohybuje v řádu stovek milisekund, v pevných IP sítích se pohybuje v jednotkách až desítkách milisekund. Klasický IP protokol považuje nárůst latence za příznak problémů v přenosovém médiu, nikoliv za jeho vlastnost a snaží se reagovat na situaci snížením přenosové rychlosti.
V mobilních sítích zpoždění ovlivňují tyto faktory:
- zpracování signálu mobilní stanicí (terminál) (tzv. serializační zpoždění, kódování a komprese)
- procedury radiového přenosu
- efektivní datová propustnost
- zpoždění v jádru sítě

## V psychologii
- Latence znamená zpoždění mezi podrážděním (například signálem) a reakcí zkoumané osoby.
- Jako latentní se v psychoanalýze označují obsahy nevědomí. Věk mezi 5 a 11 lety se označuje jako období nebo fáze sexuální latence.
- Latentní homosexualita se může projevit v nějaké stresové situaci, při náhlé změně životních okolností a podobně.

## V sociologii
Latentní funkce a latentní motivace je nezjevná, v protikladu k funkci resp. motivaci manifestní, zjevné.